# Арчи Уилямс
Арчи Чарлз Уилямс (на английски: Archie Charles Williams) е американски певец, който се появява в сезон 15 на Америка търси талант. Той е затворен погрешно за 37 години затвор и е освободен на 21 март 2019 г.

## Неправомерно лишаване от свобода
Уилямс е от Батън Руж, Луизиана. На 21 април 1983 г. той е осъден по дело за изнасилване и опит за убийство четири месеца по-рано. По това време Уилямс е на 22 години и е осъден на доживотен затвор без възможност за предсрочно освобождаване в щатската пенитенциарна служба в Луизиана в Ангола. Юридическа организация с нестопанска цел Innocence Project се бори за него в продължение на десетилетия, за да получи достъп до доказателства, които могат да докажат, че той е невинен. На 21 март 2019 г., след като съдия разпореди преглед на пръстовите отпечатъци, намерени на местопроизшествието, е установено, че Уилямс е невинен и е освободен от затвора.

## Америка търси талант
Уилямс пее Don't Let the Sun Go Down on Me от Елтън Джон за първото си изпълнение в Америка търси талант на 26 май 2020 г. И четиримата съдии гласуват той да премине на следващото ниво и той получи овации от публиката и съдиите. Джон каза, че е „трогнат до сълзи“ от изпълнението. В резултат на историята на Уилямс, Саймън Коуел става посланик на „The Innocence Project“. Уилямс пее Flying Without Wings от Westlife по време на полуфиналите. Той продължи напред към финала с четири други действия.